# نادي مونتلوكون
نادي مونتلوكون لكرة القدم (بالفرنسية: Étoile des Sports Montluçonnais Football)‏ نادي كرة قدم فرنسي يلعب في دوري الدرجة الخامسة . تم تأسيس النادي في سنة 1937 .